# Skolen for postbude
Skolen for postbude er en fransk kortfilm fra 1947, der er instrueret af Jacques Tati.
Filmen handler om det klodsede og lidt fjollede postbud François, der efter at have været på skolebænken er blevet et hurtigt og effektivt postbud, hvilket han viser på sin vej gennem et landligt Sydfrankrig.
Skolen for postbude demonstrerer Jaques Tatis evner indenfor falden-på-halen komedie og er en slags forstudie til hans spillefilm Fest i byen fra 1949, hvor man genfinder mange af de samme gags.